# Coppa dei Campioni 1989-1990 (pallamano maschile)
La Coppa dei Campioni 1989-1990 è stata la 30ª edizione del massimo torneo europeo di pallamano riservato alle squadre di club. È stata organizzata dall'International Handball Federation, la federazione internazionale di pallamano. La competizione è iniziata ad ottobre 1989 si è conclusa a giugno 1990.
Il torneo è stato vinto dalla compagine sovietica dello SKA Minsk per la 3ª volta nella sua storia.

## Risultati

### Primo turno
| Squadra 1              | Squadra 2                  | Andata                    | Ritorno                  | Totale  |
| ---------------------- | -------------------------- | ------------------------- | ------------------------ | ------- |
| BK-46 Karis            | Stavanger IF               | Karis                     | Stavanger                | 47 - 56 |
| BK-46 Karis            | Stavanger IF               | 30 - 25                   | 17 - 31                  | 47 - 56 |
| Győri ETO              | Philippos Verias           | Győr, 1º ottobre 1989     | Veria, 7 ottobre 1989    | 56 - 38 |
| Győri ETO              | Philippos Verias           | 33 - 15                   | 23 - 23                  | 56 - 38 |
| Kyndil Tórshavn        | Valur                      | Tórshavn, 8 ottobre 1989  | Tórshavn, 9 ottobre 1989 | 41 - 55 |
| Kyndil Tórshavn        | Valur                      | 27 - 26                   | 14 - 29                  | 41 - 55 |
| TUSEM Essen            | E&O Emmen                  | Essen, 30 settembre 1989  | Essen, 2 ottobre 1989    | 51 - 35 |
| TUSEM Essen            | E&O Emmen                  | 26 - 17                   | 25 - 18                  | 51 - 35 |
| RK Zagabria            | SC Pogon Zabrze            | Zagabria                  | Zabrze                   | 46 - 39 |
| RK Zagabria            | SC Pogon Zabrze            | 29 - 20                   | 17 - 19                  | 46 - 39 |
| Helsingor IF           | HB Eschois Fola            | Elsinore, 1º ottobre 1989 | Elsinore, 2 ottobre 1989 | 60 - 28 |
| Helsingor IF           | HB Eschois Fola            | 30 - 11                   | 30 - 17                  | 60 - 28 |
| Ortigia Siracusa       | Arcelik SK                 | Siracusa                  | Istanbul                 | 51 - 39 |
| Ortigia Siracusa       | Arcelik SK                 | 30 - 18                   | 21 - 21                  | 51 - 39 |
| Sporting Neerpelt      | Union West-Wien            | Neerpelt                  | Vienna                   | 37 - 38 |
| Sporting Neerpelt      | Union West-Wien            | 22 - 17                   | 15 - 21                  | 37 - 38 |
| Maccabi Rishon Le Zion | US Créteil                 | Rishon LeZion             | Créteil                  | 30 - 53 |
| Maccabi Rishon Le Zion | US Créteil                 | 15 - 29                   | 15 - 24                  | 30 - 53 |
| ZMC Amicitia           | Manchester United Handball | Zurigo, 30 settembre 1989 | Zurigo, 2 ottobre 1989   | 81 - 21 |
| ZMC Amicitia           | Manchester United Handball | 41 - 12                   | 40 - 9                   | 81 - 21 |
| VSZ Košice             | CSKA Sofia                 | Košice, 1º ottobre 1989   | Sofia, 8 ottobre 1989    | 36 - 39 |
| VSZ Košice             | CSKA Sofia                 | 21 - 16                   | 15 - 23                  | 36 - 39 |
| FC Barcellona          | SL Benfica                 | Barcellona                | Lisbona                  | 46 - 37 |
| FC Barcellona          | SL Benfica                 | 28 - 17                   | 18 - 20                  | 46 - 37 |

### Ottavi di finale
| Squadra 1           | Squadra 2                | Andata                    | Ritorno                                 | Totale  |
| ------------------- | ------------------------ | ------------------------- | --------------------------------------- | ------- |
| SKA Minsk           | Stavanger IF             | Minsk, 5 novembre 1989    | Stavanger, 12 novembre 1989             | 67 - 46 |
| SKA Minsk           | Stavanger IF             | 39 - 21                   | 28 - 25                                 | 67 - 46 |
| Győri ETO           | Valur                    | Győr, 5 novembre 1989     | Reykjavík, 12 novembre 1989             | 60 - 44 |
| Győri ETO           | Valur                    | 29 - 23                   | 31 - 21                                 | 60 - 44 |
| CSA Steaua Bucarest | TUSEM Essen              | Bucarest, 5 novembre 1989 | Essen, 12 novembre 1989                 | 44 - 51 |
| CSA Steaua Bucarest | TUSEM Essen              | 21 - 22                   | 23 - 29                                 | 44 - 51 |
| RK Zagabria         | Helsingor IF             | Zagabria, 5 novembre 1989 | Zagabria, 6 novembre 1989               | 55 - 41 |
| RK Zagabria         | Helsingor IF             | 28 - 19                   | 27 - 22                                 | 55 - 41 |
| Ortigia Siracusa    | ASK Vorwärts Francoforte | Siracusa, 5 novembre 1989 | Francoforte sull'Oder, 12 novembre 1989 | 33 - 43 |
| Ortigia Siracusa    | ASK Vorwärts Francoforte | 17 - 17                   | 16 - 26                                 | 33 - 43 |
| Union West-Wien     | US Créteil               | Vienna, 4 novembre 1989   | Créteil, 12 novembre 1989               | 37 - 40 |
| Union West-Wien     | US Créteil               | 19 - 19                   | 18 - 21                                 | 37 - 40 |
| Redbergslids IK     | ZMC Amicitia             | Göteborg, 5 novembre 1989 | Zurigo, 12 novembre 1989                | 37 - 34 |
| Redbergslids IK     | ZMC Amicitia             | 16 - 16                   | 21 - 18                                 | 37 - 34 |
| CSKA Sofia          | FC Barcellona            | Sofia, 5 novembre 1989    | Barcellona, 12 novembre 1989            | 37 - 62 |
| CSKA Sofia          | FC Barcellona            | 16 - 26                   | 21 - 36                                 | 37 - 62 |

### Quarti di finale
| Squadra 1                | Squadra 2     | Andata                               | Ritorno                   | Totale  |
| ------------------------ | ------------- | ------------------------------------ | ------------------------- | ------- |
| Győri ETO                | SKA Minsk     | Győr, 18 marzo 1990                  | Minsk, 25 marzo 1990      | 43 - 60 |
| Győri ETO                | SKA Minsk     | 21 - 29                              | 22 - 31                   | 43 - 60 |
| TUSEM Essen              | RK Zagabria   | Essen, 18 marzo 1990                 | Zagabria, 25 marzo 1990   | 50 - 49 |
| TUSEM Essen              | RK Zagabria   | 24 - 17                              | 26 - 32                   | 50 - 49 |
| ASK Vorwärts Francoforte | US Créteil    | Francoforte sull'Oder, 17 marzo 1990 | Créteil, 25 marzo 1990    | 33 - 39 |
| ASK Vorwärts Francoforte | US Créteil    | 17 - 17                              | 16 - 22                   | 33 - 39 |
| Redbergslids IK          | FC Barcellona | Göteborg, 18 marzo 1990              | Barcellona, 24 marzo 1990 | 41 - 44 |
| Redbergslids IK          | FC Barcellona | 22 - 16                              | 19 - 28                   | 41 - 44 |

### Semifinali
| Squadra 1     | Squadra 2   | Andata                     | Ritorno                 | Totale  |
| ------------- | ----------- | -------------------------- | ----------------------- | ------- |
| SKA Minsk     | TUSEM Essen | Minsk, 22 aprile 1990      | Essen, 28 aprile 1990   | 55 - 45 |
| SKA Minsk     | TUSEM Essen | 27 - 17                    | 28 - 28                 | 55 - 45 |
| FC Barcellona | US Créteil  | Barcellona, 22 aprile 1990 | Créteil, 28 aprile 1990 | 43 - 37 |
| FC Barcellona | US Créteil  | 23 - 18                    | 20 - 19                 | 43 - 37 |

### Finale
| Squadra 1 | Squadra 2     | Andata                | Ritorno                   | Totale  |
| --------- | ------------- | --------------------- | ------------------------- | ------- |
| SKA Minsk | FC Barcellona | Minsk, 20 maggio 1990 | Barcellona, 8 giugno 1990 | 53 - 50 |
| SKA Minsk | FC Barcellona | 26 - 21               | 27 - 29                   | 53 - 50 |